# Waddinxveen
Waddinxveen (anhörenⓘ) ist eine Gemeinde in der niederländischen Provinz Südholland.

## Geschichte
Am 20. April 1233 verkaufte Floris IV, Graf von Holland, für 200 holländische Gulden ein Venngebiet an Nicolaas van Gnepwijk. Das Gebiet erhielt den Namen Waddinxvene. Deshalb ist der 20. April 1233 das Geburtsdatum von Waddinxveen.

### Namensursprung
Es ist möglich, dass der Namensteil Waddinx- von einem Personennamen Wadding stammt. Eine andere Möglichkeit ist, dass der Name vom Watt (niederländisch wadde) stammt.

## Politik

### Sitzverteilung im Gemeinderat
In Waddinxveen wird der Gemeinderat seit 1982 folgendermaßen gebildet:
| Partei                              | Sitze | Sitze | Sitze | Sitze | Sitze | Sitze | Sitze | Sitze | Sitze | Sitze | Sitze |
| Partei                              | 1982  | 1986  | 1990  | 1994  | 1998  | 2002  | 2006  | 2010  | 2014  | 2018  | 2022  |
| ----------------------------------- | ----- | ----- | ----- | ----- | ----- | ----- | ----- | ----- | ----- | ----- | ----- |
| Protestantse Combinatie Waddinxveen | 4     | 4     | 4     | 5     | 5     | 5     | 5     | 6     | 6     | 5     | 7     |
| CDA                                 | 5     | 5     | 6     | 4     | 3     | 4     | 4     | 3     | 3     | 3     | 4     |
| VVD                                 | 5     | 4     | 4     | 4     | 6     | 3     | 4     | 5     | 3     | 4     | 4     |
| Weerbaar Waddinxveen                | –     | –     | –     | –     | –     | 4     | 2     | 2     | 3     | 3     | 3     |
| D66                                 | 1     | 1     | 2     | 3     | 2     | 2     | 1     | 2     | 4     | 3     | 3     |
| PvdA                                | 4     | 5     | 5     | 3     | 5     | 3     | 5     | 3     | 2     | 3     | 2     |
| GroenLinks                          | –     | –     | –     | –     | –     | –     | –     | –     | 2     | 3     | 2     |
| Waddinxveens-Belang                 | –     | –     | –     | –     | –     | –     | –     | 0     | –     | –     | –     |
| Unie 55+                            | –     | –     | –     | 2     | –     | –     | –     | –     | –     | –     | –     |
| PSP                                 | 0     | 0     | –     | –     | –     | –     | –     | –     | –     | –     | –     |
| Onafhankelijken                     | –     | 0     | –     | –     | –     | –     | –     | –     | –     | –     | –     |
| GPV                                 | 0     | –     | –     | –     | –     | –     | –     | –     | –     | –     | –     |
| Gesamt                              | 19    | 19    | 21    | 21    | 21    | 21    | 21    | 21    | 21    | 21    | 23    |

### Bürgermeister
Seit dem 6. November 2017 ist Evert Jan Nieuwenhuis (SGP) amtierender Bürgermeister der Gemeinde. Zu seinem Kollegium zählen die Beigeordneten Gezina Atzema (VVD), Henry ten Zijthoff (PvdA/GroenLinks), Kirsten Schippers (Weerbaar Waddinxveen), Hannie van der Wal-Hortensius (D66) sowie die Gemeindesekretärin Annemie Blomme.

## Bilder

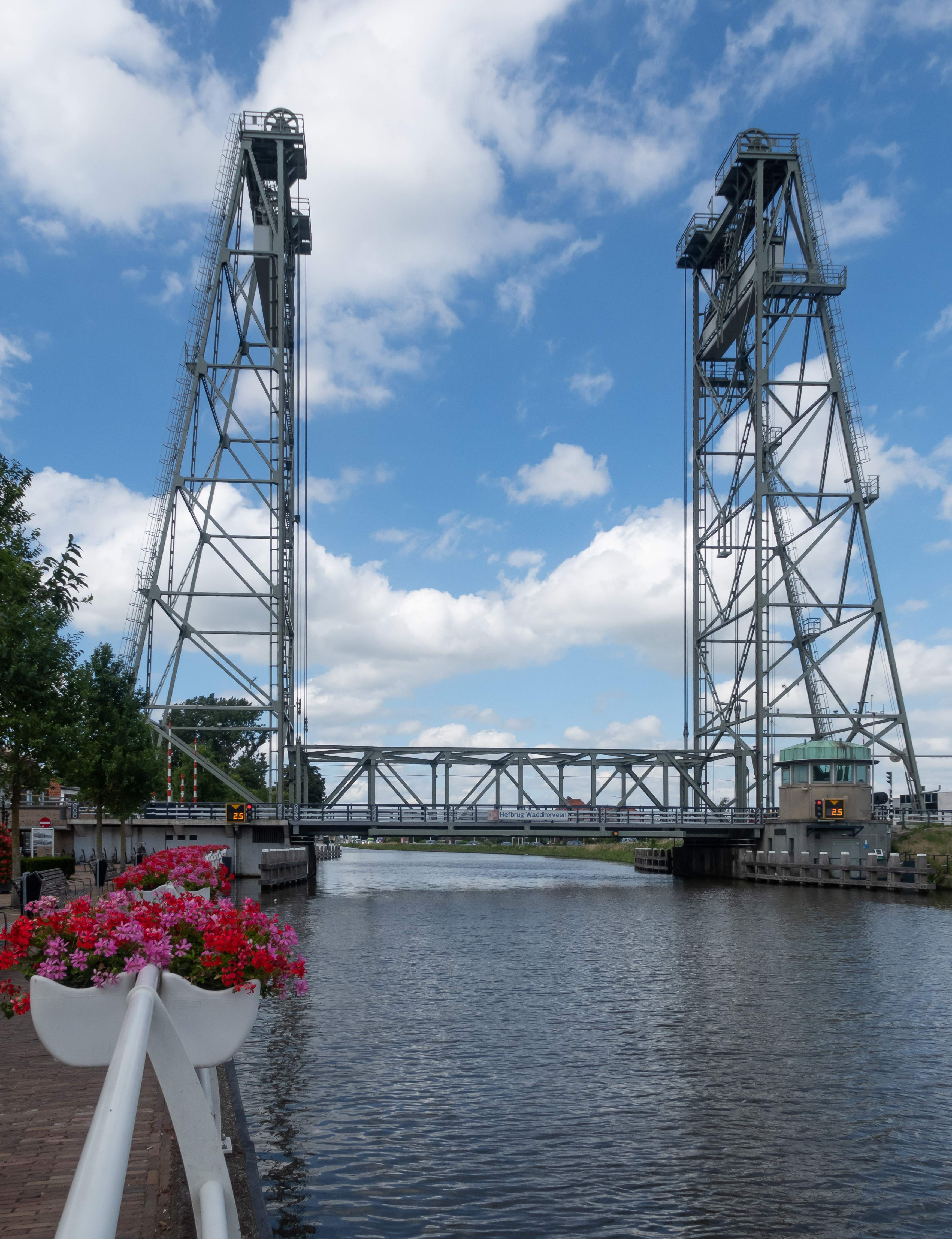
Hubbrücke: hefbrug Waddixveen
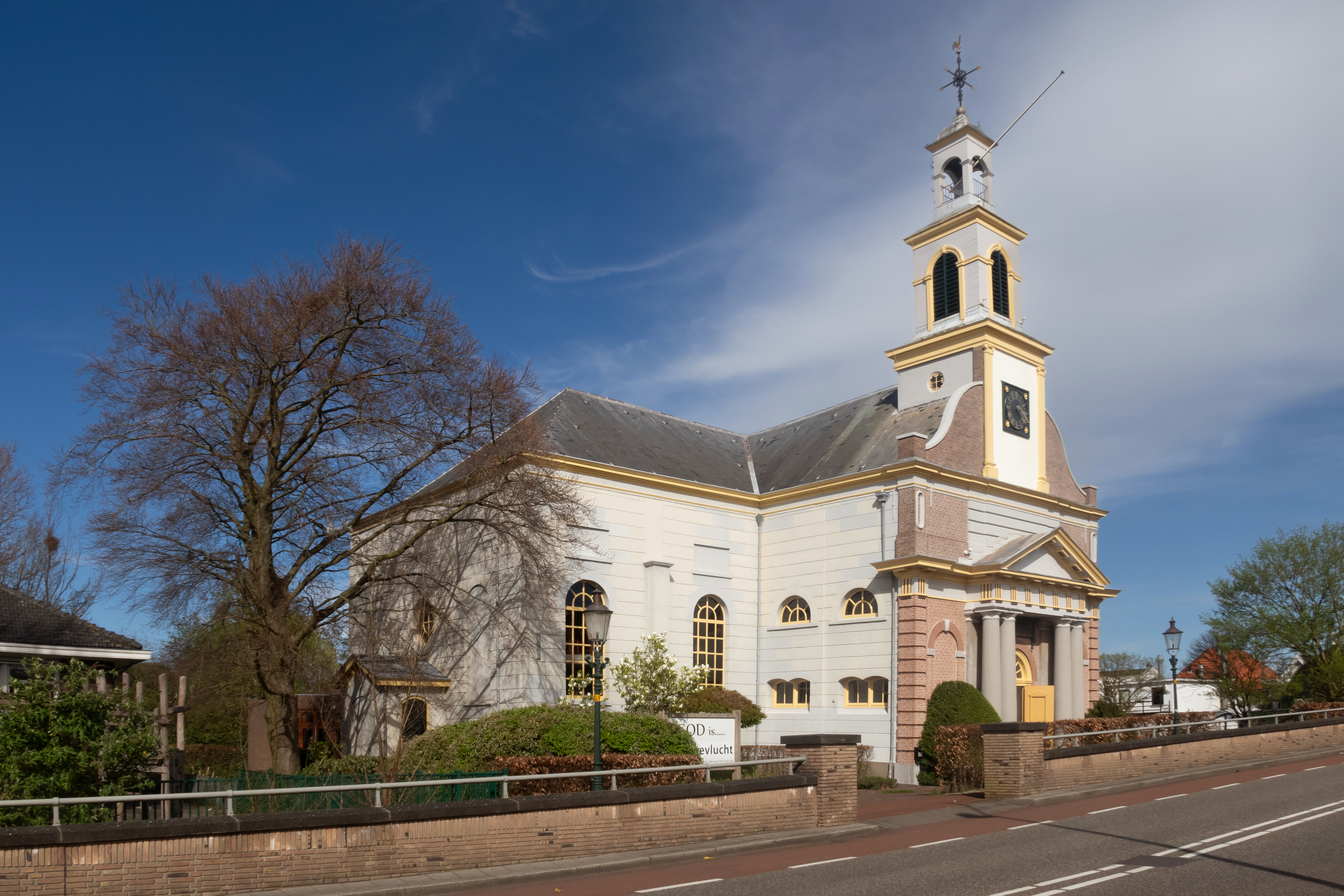
Kirche: die Brugkerk
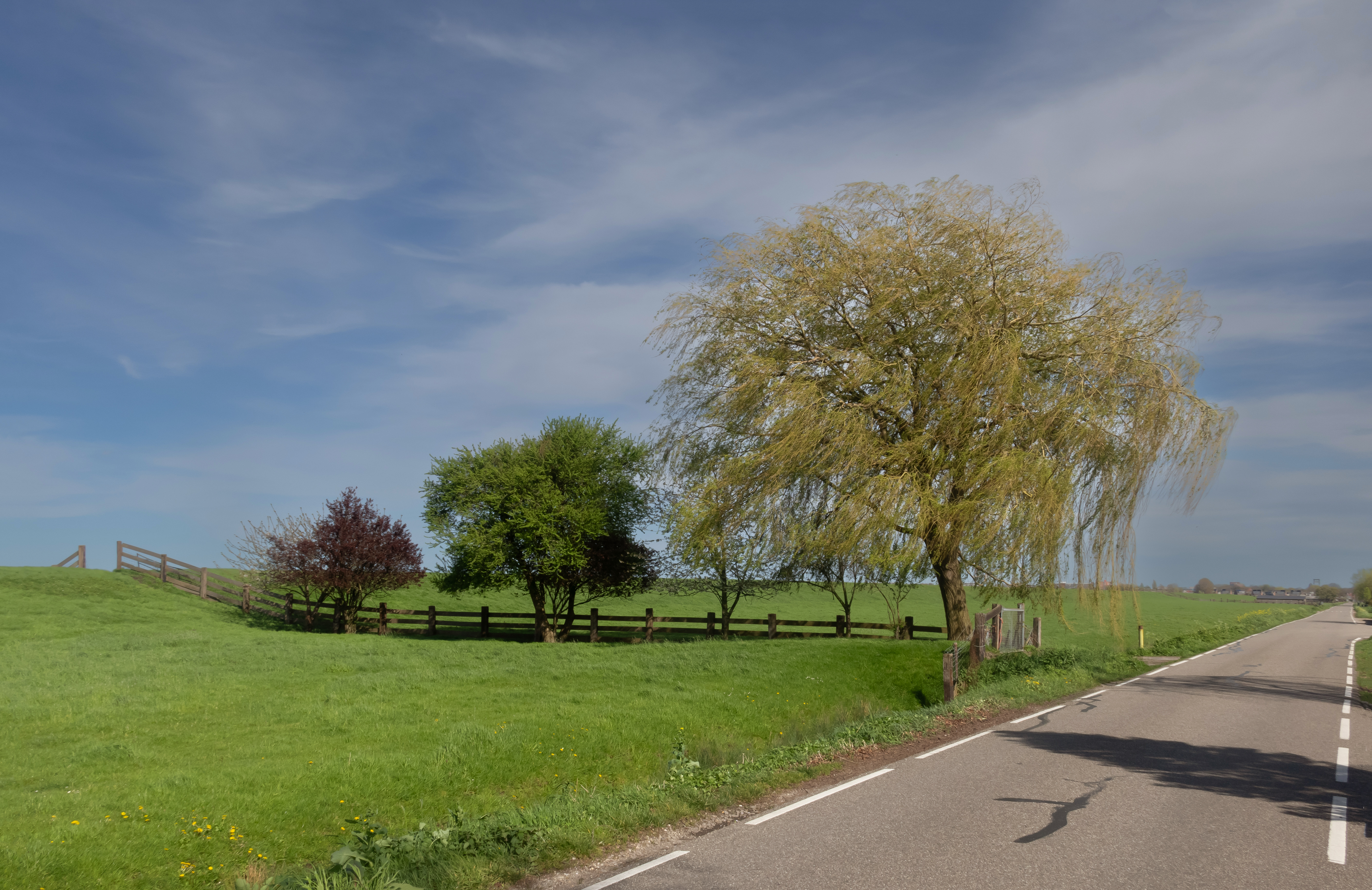
Bäume auf dem Deich beim Onderweg

## Söhne und Töchter der Gemeinde
- Sharon den Adel (* 1974), Sängerin von Within Temptation
- Robert Westerholt (* 1975), Gitarrist von Within Temptation
- George Baker (* 1944), Sänger
- Jan van Leeuwen (* 1946), Informatiker
- Joël Sloof (* 1988), Biathlet
- Luciën Sloof (* 1990), Biathlet